# A șasea elegie
„A șasea elegie”, subîntitulată Afasia, este a șasea poezie-elegie de Nichita Stănescu din volumul 11 elegii, apărut în 1966. 

## Comentarii
Pornind de la analiza elegiei a șasea, criticul Mircea Martin (1969) a concluzionat: „Există în volumul lui Nichita Stănescu o suferință abstractă, produsă de dificultatea organică de cristalizare într-un mod anumit al existenței sau al cunoașterii. Poetul nu a învățat încă să renunțe și atitudinea lui lirică cea mai caracteristică mi se pare a fi imposibilitatea de a alege. Elegiile sale sunt aproape toate elegii ale opțiunii” (Mircea Martin, Generație și creație, EPL, Buc., 1969, p.11-23).